# Branco Provoste
Branco Antonio Provoste Ovalle, noto semplicemente come Branco Provoste (Santiago del Cile, 14 aprile 2000), è un calciatore cileno, centrocampista del Dep. Limache.

## Caratteristiche tecniche
È un trequartista.

## Carriera

### Club
Ha giocato nella prima divisione cilena.

### Nazionale
Con la nazionale cilena Under-17 ha preso parte al campionato sudamericano 2015 e al campionato sudamericano 2017.

## Palmarès

### Club

#### Competizioni nazionali
- Campionato cileno: 3

Colo-Colo: 2013-2014 (Clausura), 2015-2016 (Apertura), 2017 (Transición)
- Copa Chile: 2

Colo-Colo: 2016, 2019
- Supercopa de Chile: 2

Colo-Colo: 2017, 2018